# Gräslikon
Gräslikon är en ort i kommunen Berg am Irchel i kantonen Zürich i Schweiz. Den ligger cirka 11 kilometer nordväst om Winterthur och cirka 15,5 kilometer söder om Schaffhausen. Orten har cirka 172 invånare (2021).